# 索南多杰

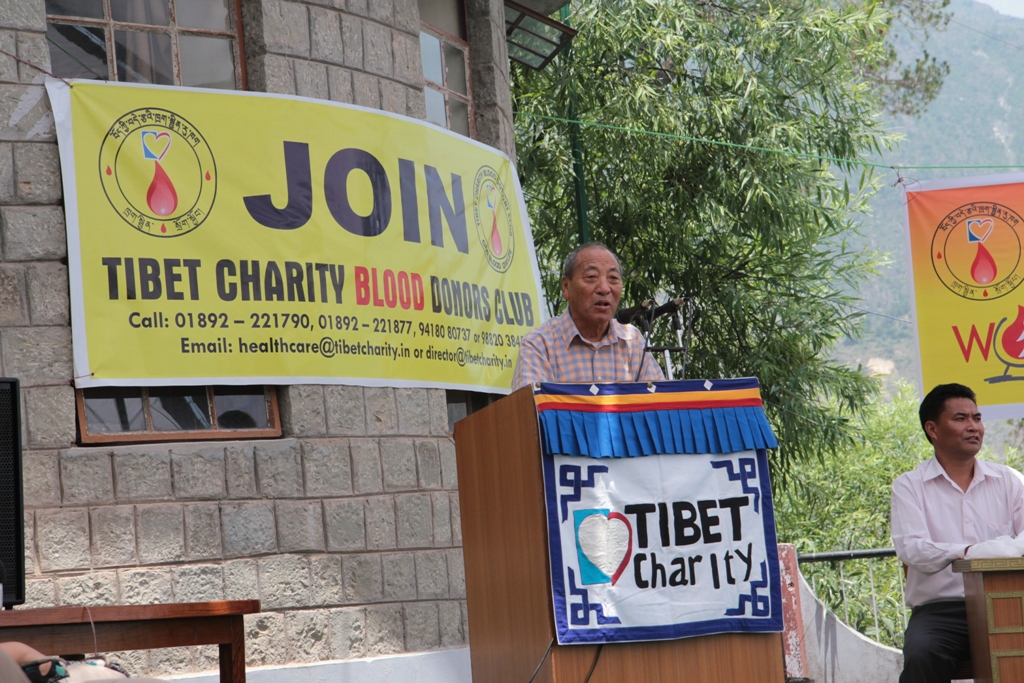
索南多杰正在发表演讲（2012年）

索南多傑（藏語：བསོད་ནམས་སྟོབས་རྒྱལ，威利转写：bsod nams stobs rgyal；1941年—2012年12月30日），藏人行政中央官員。
索南多傑1941年生於康區的昌都，1959年藏區騷亂後流亡到印度，1960年就讀西藏研究中央大學，畢業後到瓦拉納西印度大學做研究，因此能說印地語。他也是西藏青年大會（簡稱藏青會）的四個創始人之一。
他於1963年開始為藏人行政中央服務，於1993-1996年任藏人行政中央內政部長。1997-2001年8月任噶倫赤巴。2002年後他為羅布林卡研究所工作。
1993年7月，他与当时的噶倫赤巴一起前往中国，会见了中共中央统战部部长王兆國，遞交达赖喇嘛的信函與備忘錄。
他於2012年12月30日因胃癌於印度達蘭薩拉家中逝世。